# Timna Brauer
Timna Brauer (Vienna, 1º maggio 1961) è una cantante austriaca.
Ha rappresentato l'Austria all'Eurovision Song Contest 1986 con la canzone Die Zeit ist einsam.
È figlia dell'artista Arik Brauer. Inoltre è sposata col pianista israeliano Elias Meiri, con cui collabora.